# Boril bolgár cár
Boril (? – 1218 után) bolgár cár 1207-től 1218-ig. Vele kezdődött el az ország hanyatlása és politikai széttagoltsága: a feudális boljárság lázadozott, az ország egyes részei elszakadtak a központi hatalomtól, a fejedelmi hatalom névlegessé vált.
Kaloján leánytestvérének a fiaként született. Az elődje ellen összeesküvő boljárok segítették a trónra. Megkezdődött az Aszen család tagjainak az üldözése. Híveik azonban ellenálltak s több főúr az alkalmat felhasználva függetlennek nyilvánította magát. Boril pedig harcba keveredett egy trónkövetelővel, Alekszijjel. Közeledett Bizánchoz (Dél-Bulgária átengedése), a magyarok pedig uralkodása alatt foglalták el Belgrádot és Branicsevo vidékét, a szerbek Ništ, a latinok (keresztesek) Trákiát és Makedóniát. Ismeretlen okból üldözte a bogumilokat és 1211-ben kimondta ellenük a tarnovói egyházi zsinaton az egyházi átkot.
Az Aszen család főúri hívei azonban egyre élénkebb tevékenységbe kezdtek, és amikor az Oroszországba menekült trónjelöltek 1217-ben kun segédcsapatokkal visszatértek Bulgáriába, melléjük álltak. Borilt elfogták, megvakították és helyére I. Aszen fiát, II. Iván Aszent ültették folyt.